# Feriel Choukri
Feriel Choukri, née le 7 février 1972, est une handballeuse internationale algérienne évoluant au poste d'ailière gauche.

## Biographie
L'histoire de Fériel Choukri est anecdotique, Gardienne de but à la base elle se retrouve titulaire à part entière sur l'aile gauche en Équipe Nationale d'Algérie et dans tous les clubs où elle évolua. Débutant sa carrière sous la coupe de Zekiri puis Allel au TR Bab El Oued comme Gardienne de but, elle est vite remarquée par les recruteurs du NAHD qui lui offrent l'occasion de se produire, en tant que dernier rempart dans la cage et comme joueuse de champ, dans un palier supérieur et prendre part aux compétitions continentales où elle atteint la finale à Alger en 1991 ratant de peu le sacre Africain après deux prolongations.La société GEMA qui parrainait le Club banlieusard d'Hussein-Dey connaissait des difficultés financières énormes ce qui poussa la quasi-totalité des joueuses d'opter pour le Mouloudia Club Algérois.
Au MCA, Fériel pouvait  concurrencer  les gardiennes en poste à savoir Menia Lynda et Kouadri Mina Yamna où chacune  donnait le meilleure d'elle-même pour être titulaire le jour du match et impressionner leurs coachs Wahib Gotit et Ledra Hocine mais ces deux techniciens avec leur vécu d'anciensjoueurs aux yeux bien clairvoyants, au lieu de la garder comme Gardienne de but et joueuse de champ plaçaient Fériel sur l'aile gauche pour toujours et depuis elle ne quitta plus jamais ce flan jusqu'à sa retraite en 2007 à l'âge de 35 au Club de Montluçon en France.
Choukri, née le 7 Février 1972, a eu l'honneur de porter le maillot de l'équipe d'Algérie durant une décennie avec une belle participation aux Jeux Méditerranéens 1993 au Languedoc-Roussillon (France), une participation aux Championnats du Monde en Allemagne en 1997 et plusieurs participations aux Championnats d'Afrique et Arabe.

## Carrière
- 1986-1987 TR Bab El Oued
- 1987-1992 NAHD
- 1992-1998 MCA

- 1998 AS Bondy [3]
- 2001 Le Havre AC Handball
- 2001-2002 Courbevoie [4]
- 2002-2003 Le Havre AC Handball [5]
- 2003-2004 Angoulême [6]
- 2004 -2005 Bergerac Handball [7]
- 2005-2007 Blanzat Sport Montluçon Handball [8]

## Palmarès

### En club
vec le TR Bab El Oued
- 1986-1987 Finaliste de la Coupe d'Algérie face au DNC en Catégorie Cadette

avec le NAHD
- 1988-1989 Championne d'Algérie
- 1988-1989 Vainqueur de la Coupe d'Algérie
- 1989-1990 Vainqueur de la Coupe d'Algérie
- 1990-1991 Championne d'Algérie

- 1991 Finaliste de la Coupe d'Afrique des Vainqueurs de Coupe

avec le MCA
- 1993-1994 Championne d'Algérie
- 1993-1994 Vainqueur de la Coupe d'Algérie devant son ancien Club le NAHD
- 1994-1995 termine 3e en Coupe d'Afrique des Vainqueurs de Coupe à Niamey (Niger)
- 1994-1995 Vainqueur de la Coupe d'Algérie
- 1995-1996 termine 4e en Coupe d'Afrique des Clubs Champions à Cotonou (Bénin)
- 1996-1997 termine 2e en Coupe d'Afrique des Clubs Champions à  Cotonou (Bénin)
- 1997 Finaliste de la Super-Coupe d'Afrique à Niamey (Niger) le MCA battu en Finale 22-21 par l'Africa Sports de Côte-d'Ivoire
- 1997-1998 Vainqueur  de la Coupe Arabe des Clubs Champions à Sousse (Tunisie)
- 1997-1998 Vainqueur de la Coupe d'Algérie
- Novembre 1998 Vainqueur  de la Coupe Arabe des Clubs Champions à Amman (Jordanie) avant son départ en France

### Enéquipe nationale d'Algérie
- 1991 termine 4e à la CAN en Égypte
- 1992 termine 4e à la CAN en Côte-d'Ivoire
- 1992 Médaille d'or des Jeux Panarabes en Syrie
- 1993 termine 5e aux Jeux Méditerranéens de Languedoc-Roussillon (France)
- 1994 termine 3e à la CAN en Tunisie
- 1996 Vice-Championne d'Afrique des Nations à Cotonou (Bénin)
- 1997 termine 3e à la CAN en Tunisie
- 1997 termine 8e aux Jeux Méditerranéens de Bari (Italie)

- 19e en Championnat du monde féminin :1997 ( Allemagne)